# Amphithalea fourcadei
Amphithalea fourcadei är en ärtväxtart som beskrevs av Robert Harold Compton. Amphithalea fourcadei ingår i släktet Amphithalea och familjen ärtväxter. Inga underarter finns listade i Catalogue of Life.